# Paiwas
Paiwas, noto anche come Bocana de Paiwas, è un comune del Nicaragua facente parte della Regione Autonoma della costa caraibica meridionale.